# Anthelephila kippenbergi
Anthelephila kippenbergi es una especie de coleóptero de la familia Anthicidae.

## Distribución geográfica
Habita en China.